# Instituto de Agroquímica y Tecnología de Alimentos
El Instituto de Agroquímica y Tecnología de Alimentos (IATA) es un centro perteneciente al Consejo Superior de Investigaciones Científicas (CSIC) dedicado a la investigación en biotecnología, conservación, calidad y ciencia de los alimentos en la Comunidad Valenciana. Se encuentra ubicado en Paterna (Valencia), próximo al Campus de Burjasot-Paterna de la Universidad de Valencia.

## Historia
Tuvo su origen en el año 1957, en el Departamento de Química Vegetal del desaparecido Instituto de Química “Alonso Barba” del Patronato Juan de la Cierva de Investigación Científica y Técnica. Inicialmente estuvo ubicado en los laboratorios del semisótano de la Facultad de Ciencias de la Universidad de Valencia. En 1966 adquiere el nombre de Instituto de Agroquímica y Tecnología de Alimentos y es trasladado a un edificio en la calle Jaume Roig de Valencia. En 1995 se traslada a su ubicación actual en Paterna, a 7 kilómetros de Valencia. La antigua sede de la calle Jaume Roig está actualmente ocupada por el Instituto de Biomedicina de Valencia.
Las primeras investigaciones del Instituto de Agroquímica y Tecnología de Alimentos se enfocaban a alimentos vegetales de importancia económica en la región valenciana, principalmente cítricos y arroz, pero con el paso del tiempo fue ampliando sus líneas de investigación en función de la demanda de diferentes sectores agroalimentarios. A consecuencia de su importante y dilatada actividad investigadora el IATA se convirtió en un centro de referencia a nivel nacional e internacional. En los años sesenta fundó la Revista de Agroquímica y Tecnología de Alimentos, que desde 1995 recibe el nombre de Food Science and Technology International, se edita por SAGE Publications y tiene un índice de impacto en el Science Citation Index de 0.58.
Líneas de investigación relacionadas con la agronomía, el medio ambiente y los recursos naturales promovidas inicialmente en el Instituto de Agroquímica y Tecnología de Alimentos, sirvieron de germen para la creación posterior de otros centros independientes como el Instituto de Biología Molecular y Celular de Plantas (IBMCP) y el Centro de Investigaciones sobre Desertificación (CIDE).

## Grupos de investigación
Los grupos de investigación del Instituto de Agroquímica y Tecnología de Alimentos se integran en tres departamentos con la siguiente estructura:
- Departamento de biotecnología de alimentos:
  - Microbiología molecular de levaduras industriales.
  - Biotecnología de hongos.
  - Inmunología analítica de alimentos.
  - Bacterias lácticas y probióticos.
  - Levaduras de panadería.
  - Respuesta frente a patógenos.
  - Estructura y función de proteínas.
  - Taxonomía molecular.
  - Enzimas vínicas.
  - Actividad biológica de compuestos alimentarios.

- Departamento de ciencias de los alimentos:
  - Ciencia de la carne.
  - Fisiología y biotecnología postcosecha.
  - Cereales.
  - Zumos de frutas.
  - Eco-fisiología microbiana y nutrición.

- Departamento de conservación y calidad de Alimentos:
  - Envases.
  - Contaminación metálica.
  - Procesos de conservación.
  - Propiedades físicas y sensoriales.
  - Nuevos materiales y nanotecnología.

## Dirección
- Avenida Agustín Escardino 7, 46980 Paterna (Valencia), España
- Telf. +34 963900022. Fax: +34 963636301.